# Piko Dinozaver
Piko dinozaver je lik v istoimenski slikanici, katere avtor je Leopold Suhodolčan, ilustratorka pa Marjanca Jemec-Božič.
Kaj pa misliš! Benjamin! Saj to je vendar dinozaver!— —Suhodolčan, L. (1989): Piko Dinozaver. Ljubljana: založba Mladinska knjiga.

## Vsebina
Pravljica govori o dečku Benjaminu, ki si je zelo želel psa. Takšnega, ki bi ga lahko peljal na sprehod in pokazal prijateljem. Tudi ime zanj je že izbral - Piko. Nekega dne se mu je želja uresničila. Vendar ni dobil psa, ampak dinozavra. Poimenoval ga je Piko Dinozaver. Odpravila sta se na sprehod po mestu. Piko Dinozaver je bil zaradi svoje velikosti strahzbujajoč, vendar ga je imel Benjamin kljub temu zelo rad. Pokazal ga je tudi svojim prijateljem, ki so se ga sprva bali in iz njega norčevali, ker je jedel listje in travo. Benjamin in Piko Dinozaver sta se odpravila naprej po mestu do glavne ulice, kjer je Piko Dinozaver izpraznil celo trgovino s sadjem in zelenjavo. Ko sta prispela do mestnega parka, kjer so se igrali otroci, so se le-ti sprva Pika bali, vendar ko so videli, kako se Benjamin veselo spušča po njegovem vratu, so se pridružili njuni igri. Kmalu so se okrog Pika začeli zbirati meščani in povedali, kakšne namene imajo s Pikom Dinozaverjem. A Benjamin se je s Pikom odpravil domov. Sredi poti se je Piko ustavil, saj je bil lačen in Benjamin je odšel po zelenjavo v zelenjavni vrt. Vendar ko se je vrnil na ulico Pika več ni bilo tam. Takrat je Benjamin videl, da stoji pred muzejem in sklenil je, da tam povpraša, ali je kdo videl Pika. Ko je vstopil v muzej, je sredi velike dvorane čisto tiho in nepremično stal Piko Dinozaver. K Benjaminu je pristopil neki mož in mu povedal, da je Piko utrujen od dolge in naporne poti ter naj ga obišče spet naslednji dan.

## Predstavitev lika
Piko Dinozaver je kljub svoji velikosti prijazna in dobrosrčna žival. Ljudem ne stori žalega in se zlasti dobro razume z otroki. Zaradi svoje velikosti nenamerno uničuje predmete okoli sebe.

## Pravljice, v katerih se pojavi lik dinozavra
- Fleming Paul; Dinozaver Dino in njegovi močni zobje
- Koncul Kraljič Helena; Zadnji Dinozaver
- Tickle Jack; Zelo dremav dinozaver

## Izdaje
- Piko Dinozaver, Mladinska knjiga, 1978
- Piko Dinozaver, Mladinska knjiga, 1989
- Piko Dinozaver, Mladinska knjiga, 2005